# Kuy teav
Kuy teav ou k'tieu é uma sopa de massa de arroz feita num caldo baseado em carne de porco e vegetais, temperada com camarão seco e vários condimentos e servida com camarão fresco cozido; é por vezes considerada o prato nacional do Camboja. Começam por se cozer em água ossos de porco ou de galinha, junto com cebola e cenoura, retirando a espuma que se formar e deixando ferver em lume brando até o caldo ficar saboroso; coa-se e deitam-se fora os ossos e vegetais cozidos. Entretanto, coze-se também em água um pedaço de carne de porco, retira-se da água, deixa-se arrefecer, corta-se em fatias finas e reserva-se. Coze-se numa parte do caldo dos ossos uma quantidade de carne moída (de preferência de porco), escoa-se e reserva-se. Entretanto salteiam-se alhos até ficarem castanhos, escoam-se do óleo e reservam-se; o resto do caldo é temperado com açúcar e sal. 
O caldo, a carne fatiada e a carne moída, o caldo e a massa cozida em vapor, assim como uma mistura de vegetais e condimentos, são servidos separadamente e cada pessoa mistura as quantidades adequadas para tigelas individuais; no caso duma operação comercial, o comerciante faz a mistura em tigelas para cada cliente. Os vegetais e condimentos incluem uma mistura de repolho em picles, óleo, molho de soja, cebolinho, rebentos de feijão-mungo, camarão seco demolhado, coentro fresco, pimenta preta, malaguetas e camarões cozidos.
Esta receita foi retirada do livro “The Elephant Walk” de Longteine De Monteiro (1998).